# Lucus
Cet article possède un paronyme, voir Locus (homonymie).

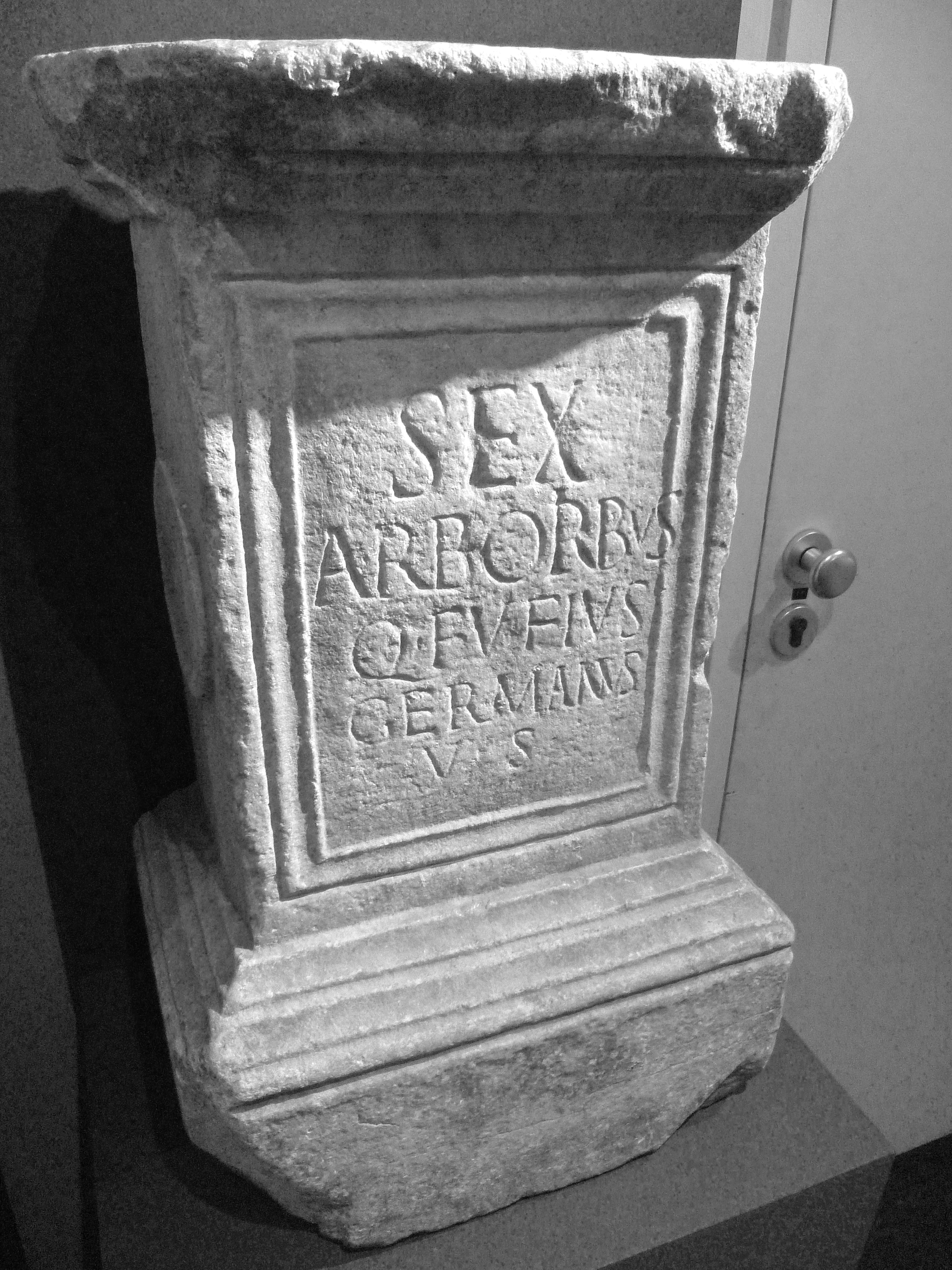
Un autel votif romain dédié à six arbres

Lucus est le nom latin des bois sacrés.
Il existait notamment un lucus sur le Forum romain avant qu'il soit détruit par un incendie en -64. Les Vestales et les Luperques étaient à même d'y célébrer des rituels sacrés. Le lucus latin, à l'instar des cavernes et des grottes, est la résidence de dieux sauvages et indomptables, comme le dieu Faune. C'est le repaire de bêtes sauvages et c'est en partie pourquoi les Romains et les Latins craignent ces lieux et y font résider des divinités qu'ils pourront honorer dans des temples hors du lucus, en espérant les calmer. Cependant, chaque lieu représente un caractère du dieu, et s'il est heureux hors du lucus, ça n'est pas pour autant que dans le bois sacré il y sera clément ; néanmoins, le mécontenter serait encore plus dangereux : dans le doute, mieux vaut célébrer son culte dans les temples prévus à cet effet, hors d'atteinte des événements néfastes.

## Toponymie
- Luc est un toponyme français, dont, dans certains cas,  lucus pourrait être l'étymon, comme à Saint-Girons (Ariège).

- Lucus Angitiae, ancien nom de Luco, une ville d'Italie
- Lucus Augusti
  - devenu Lugo, une ville espagnole
  - devenu Luc-en-Diois, une ville française
- Lucus Feroniae
  - Feronia, une ville de l'Étrurie antique
  - devenu Torre di Terracina, une ville italienne

- Lugo-di-Nazza, village de Haute-Corse.